# Pyromys
Pyromys is een ondergeslacht van het geslacht Mus dat voorkomt in Zuid- en Zuidoost-Azië. De soorten van dit ondergeslacht leven in grasland. Ze hebben meestal een stekelige vacht.
Er zijn vijf soorten:
- Mus fernandoni (Sri Lanka)
- Mus phillipsi (Zuid-India)
- Mus platythrix (India)
- Mus saxicola (India, Zuid-Nepal en Zuid-Pakistan)
- Mus shortridgei (Myanmar tot Thailand en Noordwest-Vietnam)